# Siemens Argonaut Reaktor
Der Siemens Argonaut Reaktor (SAR) war ein Forschungsreaktor, der von 1959 bis 1968 in Garching bei München durch die Technische Universität München betrieben wurde.

## Geschichte
Im Gegensatz zum benachbarten Forschungsreaktor München (FRM), der als Komplettanlage von einer amerikanischen Firma geliefert worden war, wurde der SAR als erster Kernreaktor in Deutschland allein von einheimischen Wissenschaftlern und Technikern gebaut.  Als Grundlage dienten Konstruktionspläne aus dem Argonne National Laboratory, wo der erste Reaktor des anspielungsvoll Argonaut genannten Typs
im Februar 1957 in Betrieb gegangen war. Am 23. Juni 1959 erreichte der Reaktor seine erste Kritikalität.
Der Reaktor wurde nach neun Jahren und sieben Monaten Betrieb am 31. Oktober 1968 abgeschaltet. Er wurde daraufhin stillgelegt und schließlich am 8. Januar 1992 aus dem Geltungsbereich des deutschen Atomgesetzes entlassen. Bis zum 20. März 1998 wurde die Reaktoranlage zur grünen Wiese vollständig zurückgebaut.
Ab 1962 wurde in Graz ein Forschungsreaktor mit gleichem Namen und ähnlichem Aufbau errichtet, der von 1965 bis 2005 in Betrieb war.

## Aufbau
Der Siemens Argonaut Reaktor wurde mit leichtem Wasser moderiert und hatte eine thermische Leistung von einem Kilowatt. Der maximale thermische Neutronenfluss betrug 2,4 × 1011 n/cm2 s. Die Neutronen wurden dabei durch Graphit-Reflektoren gebündelt.